# Timidin-difosfat glukoza
Timidin difosfat glukoza (dTDP-glukoza ili TDP-glukoza) je za nukleotid vezani šećer koji se sastoji od dezoksitimidin difosfata vezanog za glukozu. On je početno jedinjenje za sintezu mnogih dezoksi šećera.

## Biosinteza
DTDP-glukoza se formira posredstvom enzima glukoza-1-fosfat timidililtransferaza iz supstrata dTTP i glukoza-1-fosfata. Pirofosfat je nusprodukt reakcije.

## Upotreba u ćeliji
Iz DTDP-glukoze se formiraju razna jedinjenja tokom nukleotidnog metabolizma šećera. Mnoge bakterije koriste dTDP-glukozu da formiraju egotične šećere koji se inkorporiraju u njihove lipopolisaharide ili u sekundarne metabolite kao što su antibiotici. Tokom sinteze mnogih egzotičnih šećera, dTDP-glukoza podleže kombinovanim reakcijama oksidacije/redukcije putem enzima dTDP-glukoza 4,6-dehidrataza, koji formira dTDP-4-keto-6-deoksi-glukozu.